# Sint-Rochuskerk (Brussel)
De Sint-Rochuskerk is een katholieke kerk in de Brusselse Noordwijk. Het gebouw stamt uit de late 19e eeuw en had oorspronkelijk een industriële functie. De kerk vervangt een kerkgebouw uit 1862 dat in 1971 is gesloopt, al zou de renovatie nog op zich laten wachten tot 1993 en de inwijding door kardinaal Danneels pas in 1995 plaatsvinden.
Het gebouw was tot 1993 een hangar. Onder leiding van architect Vincent Dupont werd het gerenoveerd om zijn nieuwe functie als kerk te kunnen vervullen. Er werd een modern kerkorgel uit 1972 geplaatst. In de kerk is de Paroisse Saint Roch de Bruxelles gevestigd.
In de kerk bevinden zich nog enkele restanten van de vroegere kerk, zoals een neogotisch altaartje en de klokken in de klokkentoren. De zuilkronen van de vroegere kerk zijn overgebracht naar een binnenplein van de universitaire campus 'Louvain-en-Woluwe' van de UCL in Sint-Lambrechts-Woluwe. Ze doen er dienst als een soort picnictafels.